# Sonny King
Sonny King (1. dubna 1922 Brooklyn – 3. února 2006 Las Vegas) byl americký salonní zpěvák italského původu.
Narodil se jako Luigi Antonio Schiavone 1. dubna 1922 v newyorském Brooklynu. Později po dobu 28 let spolupracoval s Jimmym Durantem až do jeho smrti v roce 1980. V 60. letech se spolu objevili pětkrát na The Ed Sullivan Show. Společně s Deanem Martinem sdílel v byt New Yorku.
Během života se spřátelil s členy skupiny Rat Pack, ale nikdy nebyl součástí skupiny. Objevil se ve filmech Robin a 7 maskovaných a Sergeants 3. Na počátku 50. let 20. století se přestěhoval do Las Vegas, kde působil v lokálních klubech až do své smrti 3. února 2006, kdy zemřel na rakovinu.
S manželkou Peggy Kingová se rozešel. Měli pět dětí, Craiga Ungera, Shannona Warda, Antoinette Schiavone, Louise Schiavone a Christophera Schiavone.

## Filmografie
- Sergeants 3 (1962)
- Robin a 7 maskovaných (1964)
- Mission: Killfast (1991)